# Laura Mintegi

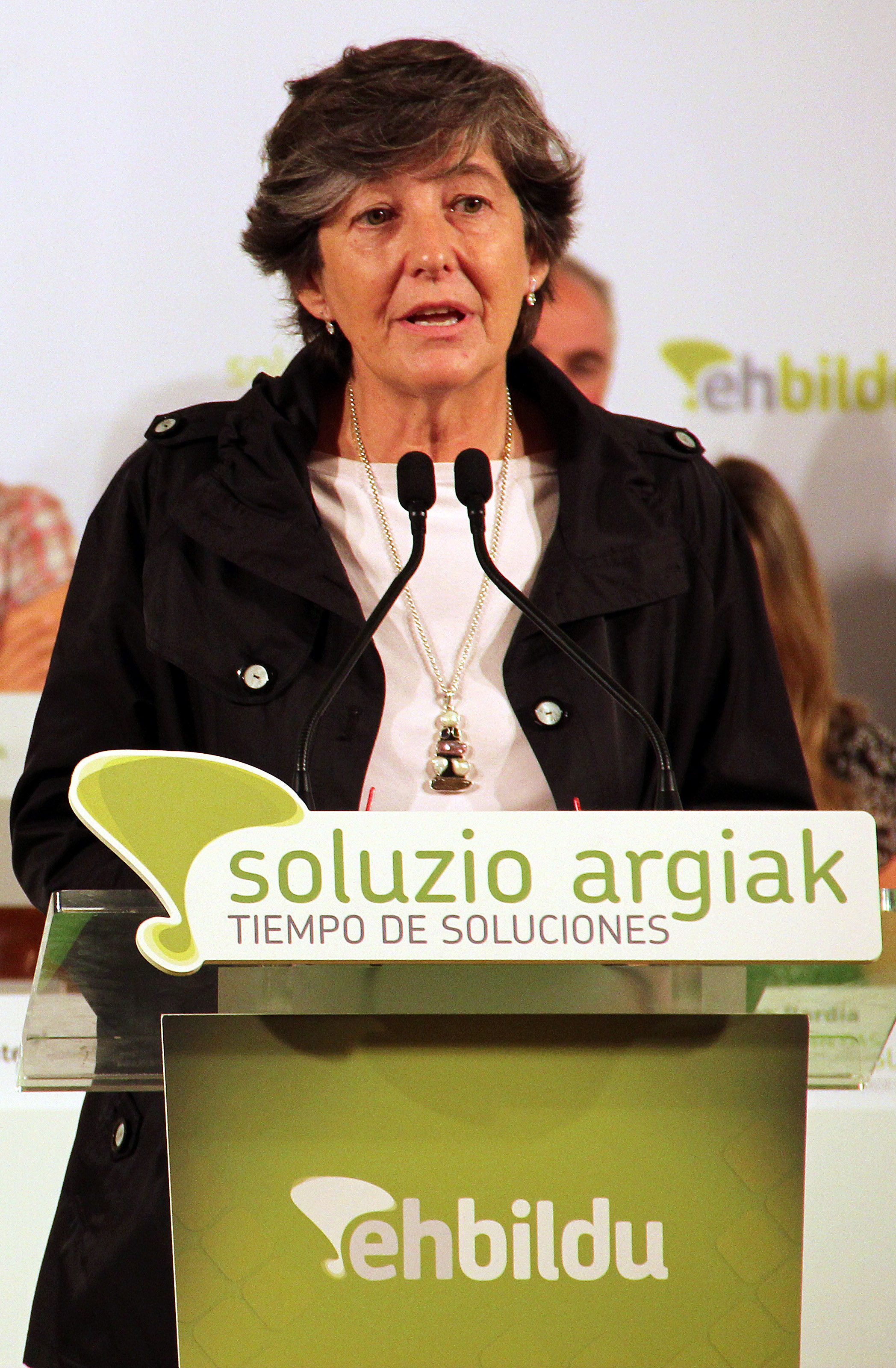
Laura Mintegi.

Laura Mintegi Lakarra (Lizarra, Nafarroa (Baskenland), 26 oktober 1955) is een Baskische schrijfster en wetenschapster. Ze is docent aan de Universiteit van Baskenland en voorzitster van de Baskische PEN-club.
Haar meestgelezen werk is Sisifo maite minez, een essayistische roman over de liefde. Deze roman is in 2011 vertaald in het Nederlands als Sisyphus verliefd.

## Leven
Laura Mintegi werd geboren in Lizarra, maar verhuisde al kort na haar geboorte met haar familie naar Venezuela. Daar verbleef ze twee jaar, om vervolgens toch terug te keren naar Baskenland. Ze groeide op in Bilbao.
Aanvankelijk overwoog ze journalistiek te gaan studeren, maar koos toch voor een studie geschiedenis, later gevolgd door een studie psychologie. Mintegi werd uiteindelijk doctor in de psychologie. Ze werd docent aan de Universiteit van Baskenland en ging wonen in Algorta, niet ver van Bilbao.
Pas na 1980, toen ze terugkeerde van een reis naar Nigeria, begon Mintegi aan haar schrijverscarrière. Ze koos ervoor om te schrijven in het Baskisch.

## Werk

### Romans
- Bai… baina ez, 1986
- Legez kanpo, 1991
- Nerea eta biok, 1994
- Sisifo maite minez, 2001. Vertaald in het Nederlands als Sisyphus verliefd.
- Ecce Homo, 2006

### Ander werk
- Julene Azpeitia, 1988, essay
- Ilusioaren ordaina, 1999, dichtbundel